# جائزة ألمانيا الكبرى للدراجات النارية 1998
جائزة ألمانيا الكبرى للدراجات النارية 1998 هو سباق دراجات نارية أقيم بتاريخ 19 يوليو 1998. كان الجولة التاسعة من أصل 14 في سباق الجائزة الكبرى للدراجات النارية موسم 1998. فاز الأسترالي ميك دوهان بفئة 500 سي سي بينما جاء الإيطالي ماكس بياجي في المركز الثاني.

## وصلات خارجية
- الموقع الرسمي